# La Dernière Attaque
Pour plus de détails, voir Fiche technique et Distribution.
La Dernière Attaque (La guerra continua) est un film de guerre italo-franco-yougoslave en noir-et-blanc sorti en 1962, réalisé par Leopoldo Savona.

## Synopsis
Pendant la Seconde Guerre mondiale, dans l'Italie encore occupée par les Allemands, un parachutiste américain, Jack (Jack Palance) est largué derrière les lignes ennemies pour une mission d'espionnage. Il est capturé et emprisonné. Il parvient à s'évader avec quatre italiens eux aussi prisonniers de guerre. Il les convainc ensuite de l'aider à faire sauter un pont d'importance stratégique. Dans le chaos qui s'ensuit, ne survivent qu'une prostituée, Italia (Giovanna Ralli), et notre héros

## Fiche technique
- Titre français : La Dernière Attaque
- Titre italien : La guerra continua
- Réalisation : Leopoldo Savona
- Production : Fulvio Lucisano
- Scénario : Gino De Santis, Ugo Pirro, Leopoldo Savona
- Musique : Armando Trovajoli
- Photographie : Claudio Racca
- Montage : Gabriele Varriale
- Langue : anglais
- Durée : 71 minutes
- Pays de production :  Italie,  France,  Yougoslavie
- Dates de sortie en salles :
  - Italie : mars 1962
  - France : 28 septembre 1962[2]

## Distribution
- Jack Palance : Jack
- Giovanna Ralli : Italia
- Serge Reggiani : Libero
- Folco Lulli : Marzi
- Venantino Venantini : Alberto
- Franco Balducci : Conti
- Miha Baloh : Sansone
- Vera Murko : Mafalda
- Bruno Scipioni : Angelino